# Джабра, Ибрахим Джабра
Джа́бра Ибрахи́м Джа́бра (араб. جبرا ابراهيم جبرا‎; 1919, Вифлеем, Палестина — 1994, Багдад, Ирак) — палестинский писатель, поэт, прозаик, художник, переводчик и литературный критик. Писал на арабском и английском языках. Автор сборника литературно-критических статей «Торжество жизни: эссе о литературе и искусстве» («A celebration of life: essays on literature and art», 1988) и др.

## Биография
Родился в Вифлееме во времена британского мандата. Образование получил в Иерусалиме, а затем Кембриджском и Гарвардском университете. До 1948 преподавал английскую литературу в Иерусалимском университете. В 1948 году после арабо-израильского конфликта поселился в Ираке. Преподавал Багдадском университете.
Главная тема творчества Джабра — судьба и психология палестинского интеллигента, вынужденного жить в эмиграции. Ибрахим Джабра перевёл на арабский язык произведения таких писателей как У. Шекспир, У. Фолкнер, С. Беккет, Дж. Фрейзер (Золотая ветвь), Т. С. Элиот и т. д.